# Відкритий вміст
Відкритий вміст — це неологізм, який запропонував Девід Вілі 1998 року та який описує твір, який інші можуть вільно копіювати або змінювати, не питаючи дозволу. Цей термін викликає пов'язану концепцію відкритого програмного забезпечення. Вважається, що такий вміст перебуває під вільною ліцензією.
Найбільшим проєктом з відкритим вмістом на теренах всесвітньої мережі є Вікіпедія.

## Технічне визначення
Фонд Відкритих знань проводить роботу з визначення технічного відкритого контенту. Фонд Відкритих знань (ОКД) дає ряд умов для відкритості знання — так само як Визначення Open Source робить для програмного забезпечення з відкритим вихідним кодом. Контент може бути або в державній власності або під ліцензію, що дозволяє перерозподіл і повторне використання (ліцензії Creative Commons Attribution і Attribution / Share-Alike, або GNU Free Documentation License (GFDL). Варто відзначити, що OKD охоплює відкриті дані, а також дані з відкритим доступом.